# Moira D'Andrea
Moira D'Andrea (4 maart 1968) is een Amerikaans langebaanschaatsster.
Zij nam in 1992 deel aan de Olympische winterspelen van Albertville op het onderdeel 1000 meter. Zes jaar later reeds ze op de Olympische winterspelen van Nagano op de 500, 1000 en 1500 meter.

## Records

### Persoonlijke records[3]
| Afstand    | Tijd    | Datum         | Baan      |
| ---------- | ------- | ------------- | --------- |
| 500 meter  | 39,12   | 27 maart 1998 | Calgary   |
| 1000 meter | 1.17,78 | 28 maart 1998 | Calgary   |
| 1500 meter | 2.01,95 | 21 maart 1998 | Milwaukee |
| 3000 meter | 4.23,89 | 17 maart 1995 | Calgary   |
| 5000 meter | 7.40,26 | 18 maart 1995 | Calgary   |